# Psychotria schunkei
Psychotria schunkei är en måreväxtart som beskrevs av Charlotte M. Taylor. Psychotria schunkei ingår i släktet Psychotria och familjen måreväxter. Inga underarter finns listade i Catalogue of Life.